# سفارة بلجيكا في إيطاليا
سفارة بلجيكا في إيطاليا هي أرفع تمثيل دبلوماسي لدولة بلجيكا لدى إيطاليا. تقع السفارة في روما وهي تهدف لتعزيز المصالح البلجيكية في إيطاليا.

## وصلات خارجية
- قائمة سفارات بلجيكا
- قائمة السفارات في إيطاليا